# Tsukamurella pulmonis
Tsukamurella pulmonis es una bacteria grampositiva del género Tsukamurella. Fue descrita en el año 1996. Su etimología hace referencia a pulmón. Es aerobia. En medio Löwenstein-Jensen y agar BHI forma colonias color cremoso, rugosas. Temperatura de crecimiento entre 24-37 °C, pero no a 45 °C. Catalasa positiva. Resistente a estreptomicina, isoniacida, etambutol, rifampicina, capreomicina y cicloserina. Inicialmente se aisló del esputo de una paciente con tuberculosis en Alemania. 

## Clínica
Tras su descripción, se ha aislado de varios orígenes humanos, desde muestras de conjuntivitis y queratitis, hasta en sangre de bacteriemia por catéter, esputos, casos de neumonía, incluso en un caso de bacteriemia y endocarditis.

## Hábitat
Por otro lado, se ha encontrado esta especie en aguas residuales y en una pitón. Los últimos estudios sobre taxonomía indican que la especie Tsukamurella spongiae, aislada en el año 2007 en una esponja marina, es sinónimo de T. pulmonis.